# Battaglia di Valutino
La battaglia di Valutino fu combattuta il 19 agosto 1812 durante la campagna di Russia, due giorni dopo la sanguinosa battaglia di Smolensk, tra una parte della Grande Armata francese di Napoleone e la retroguardia dell'esercito russo in ritirata. Durante i combattimenti, svoltesi sulla sponda settentrionale del Dniepr, i reparti russi che cercavano di ripiegare in salvo verso la strada di Mosca, si trovarono in grave difficoltà; attaccati frontalmente dalle truppe del maresciallo Michel Ney e in parte dispersi nel territorio boscoso e paludoso, rischiarono di essere isolati, frammentati e distrutti.
Solo grazie alla strenua resistenza delle truppe ed agli errori tattici di alcuni generali francesi, il grosso dell'esercito russo riuscì a sfuggire alla trappola e a raggiungere la strada di Mosca per continuare la ritirata. I combattimenti furono molto violenti e costarono gravi perdite ad entrambe le parti; Napoleone, non attendendosi una nuova battaglia, rimase per gran parte del tempo a Smolensk e non poté coordinare in modo efficace le manovre dei suoi reparti che quindi si lasciarono sfuggire una favorevole occasione per raggiungere una schiacciante vittoria sul nemico.

## Ritirata da Smolensk
Dopo quasi due mesi di estenuante avanzata in profondità all'interno dell'Impero russo, Napoleone aveva condotto a partire dal 10 agosto 1812 una brillante manovra offensiva nelle retrovie dell'esercito russo schierato a ovest di Smolensk, trasferendo a sorpresa la Grande Armata a sud del fiume Dniepr e marciando da sud verso la città con l'obiettivo di conquistarla d'assalto, tagliare le comunicazioni dell'intera armata nemica, costringerla a combattere e distruggerla. Tuttavia a causa di alcuni ritardi e della valida resistenza di alcuni reparti di retroguardia russi, l'avanzata era stata fermata il 15 agosto alla periferia meridionale di Smolensk, mentre il grosso dell'esercito russo era riuscito a raggiungere in tempo le fortificazioni della città.
Nella giornata del 17 agosto 1812 Napoleone aveva sferrato l'attacco frontale alle truppe russe schierate nei sobborghi meridionali e nella cittadella fortificata a sud del Dniepr; la battaglia di Smolensk era stata molto combattuta e sanguinosa, l'artiglieria francese aveva devastato la città, mentre le truppe russe avevano difeso aspramente la cinta fortificata. Tuttavia il comandante supremo russo, generale Michael Barclay de Tolly aveva deciso fin dalla sera del 17 agosto, nonostante le vivaci proteste di molti generali, di rinunciare a difendere Smolensk e di iniziare a ripiegare lungo la riva settentrionale del Dnieper lungo la strada per Mosca. Il generale Pëtr Bagration ricevette ordine di ritirarsi subito con la sua 2ª Armata attraverso la strada maestra, mentre il generale Dmitrij Dochturov, comandante delle truppe russe che difendevano la città e la fortezza a sud del fiume, passarono a loro volta sulla sponda settentrionale nella notte del 18 e 19 agosto e abbandonarono la città insieme agli altri reparti della 1ª Armata.

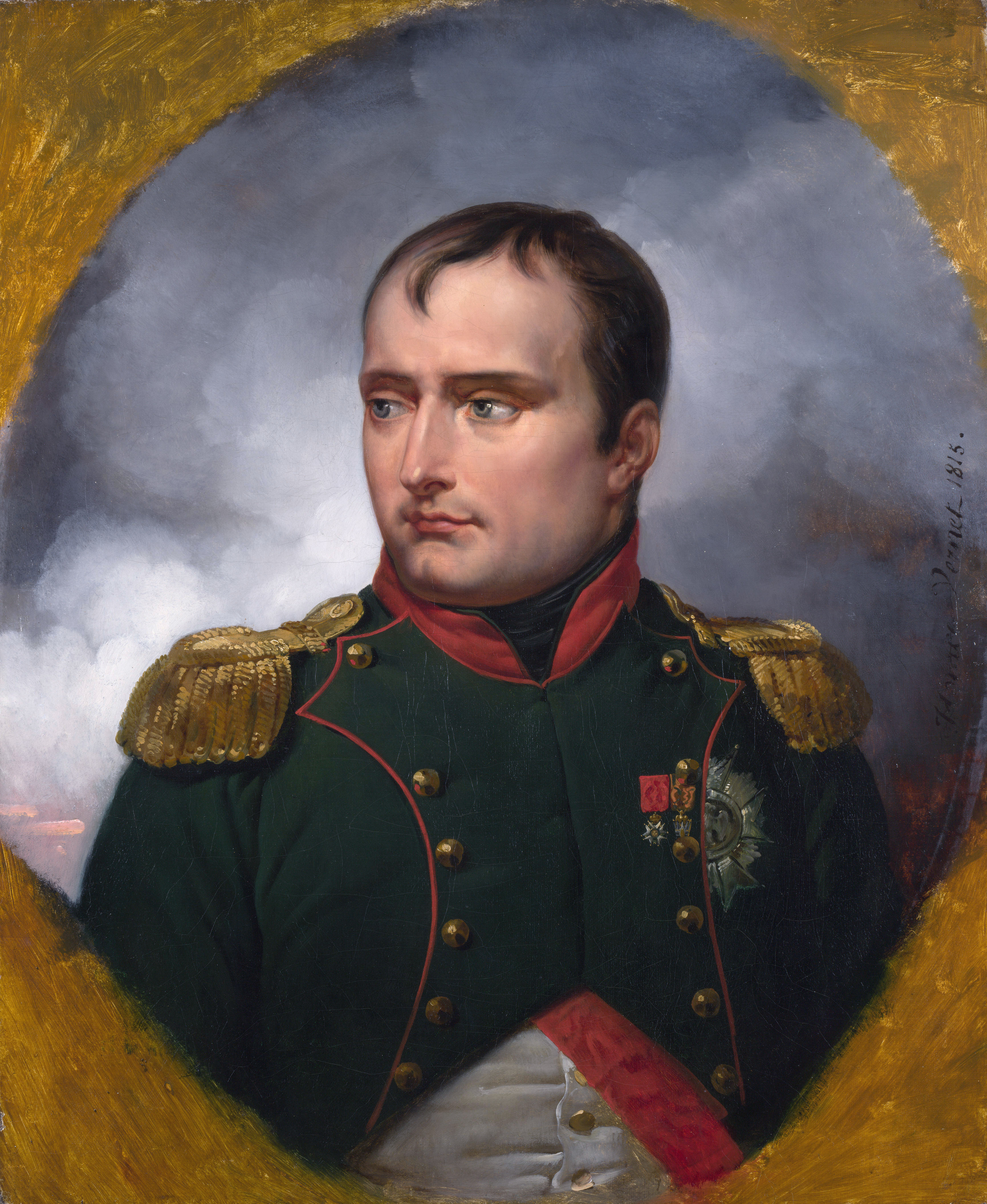
L'imperatore Napoleone nel periodo della campagna di Russia.

Le truppe del III corpo del maresciallo Michel Ney, che il 17 agosto avevano combattuto duramente nel settore della cittadella di Smolensk, impiegarono tutto il 18 agosto per costruire ponti sul fiume e poi al primo mattino del 19 agosto passarono sulla sponda settentrionale e si inoltrarono all'interno della città dove infuriavano gli incendi; i russi avevano appiccato il fuoco agli edifici che erano in preda alle fiamme, rendendo difficoltosa l'avanzata dei soldati francesi. A nord della città erano presenti solo deboli reparti di cosacchi che si ritirarono subito alla vista delle truppe francesi. I soldati del maresciallo Ney si inoltrarono nei sobborghi settentrionali e raggiunsero le due strade maestre che conducevano: una a nord verso Pietroburgo, e una a est verso Mosca; il maresciallo, dubbioso sulla direzione della ritirata nemica, attese alcune ore prima di imboccare la strada verso est, dove gli esploratori individuarono la presenza di truppe russe.

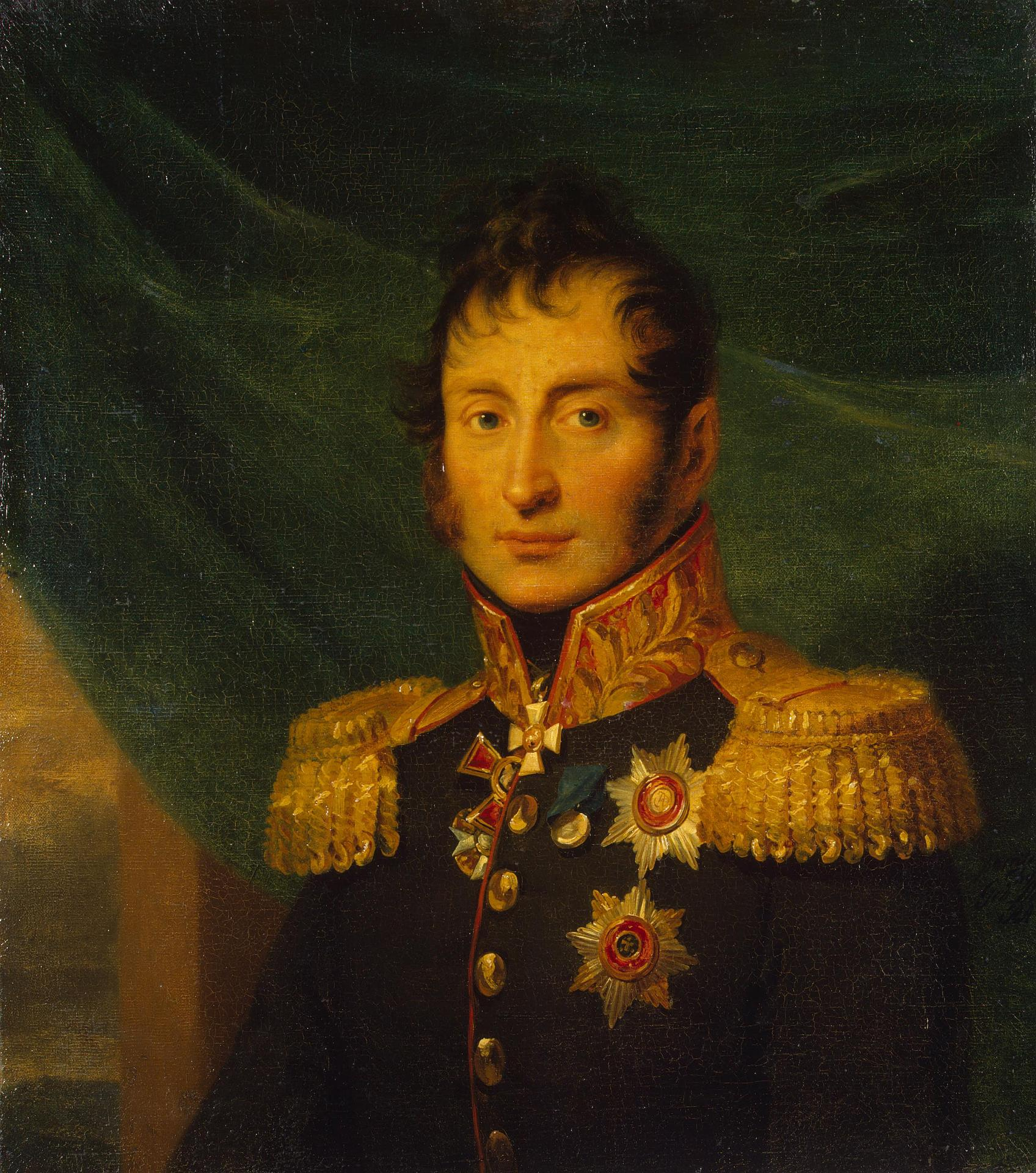
Il generale Nikolaj Tučkov.

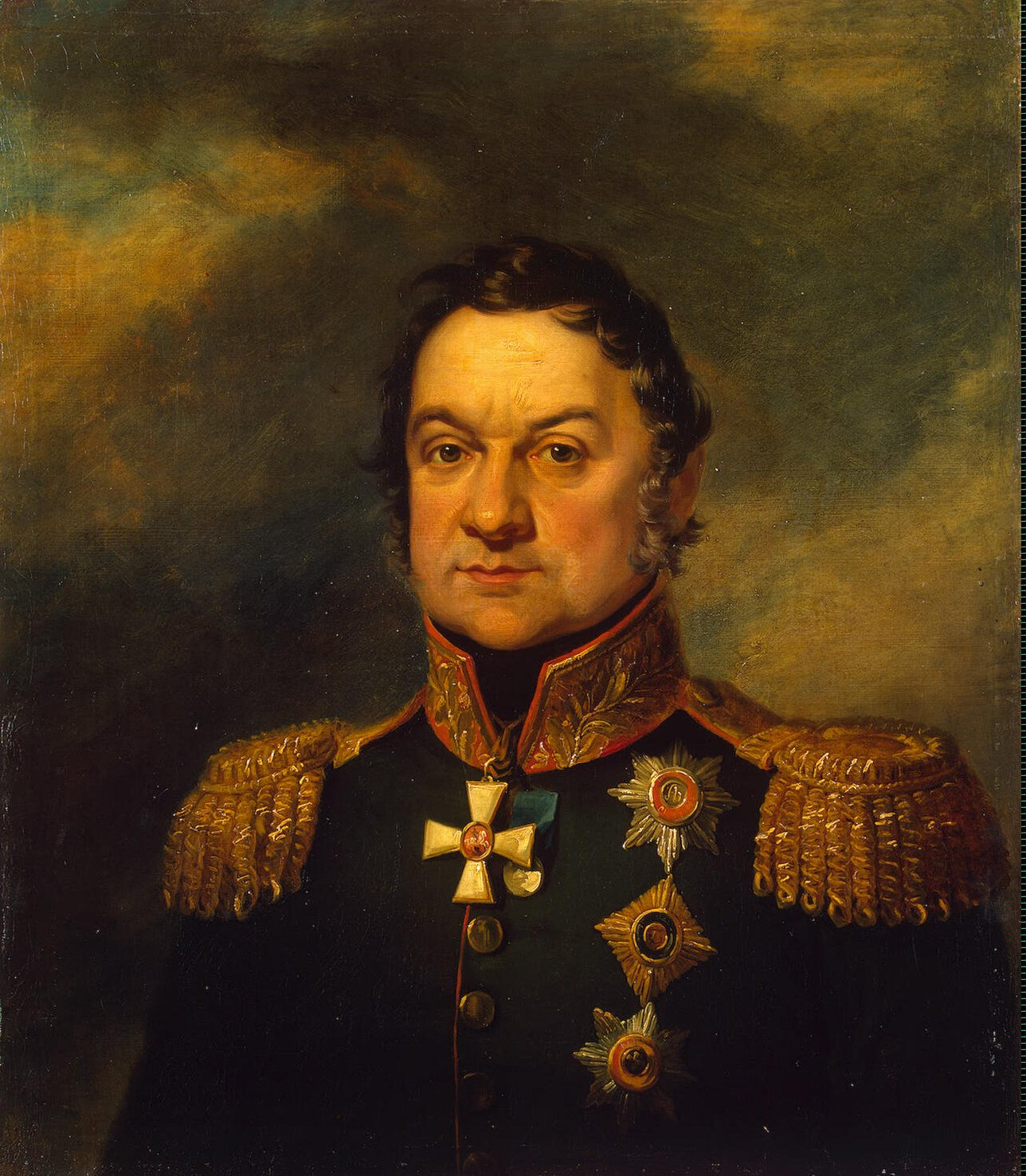
Il generale Dmitrij Dochturov.

Mentre il generale Bagration aveva potuto sganciarsi senza difficoltà ed era già al sicuro a est del villaggio di Lubino, la ritirata appariva più complicata per l'armata del generale Barclay che era rimasta nei quartieri settentrionale di Smolensk fino alla notte del 18 agosto. Il generale Barclay, temendo di esporre le sue truppe al fuoco dell'artiglieria francese, aveva deciso di evitare la strada maestra di Mosca che bordeggiava la riva settentrionale del Dniepr e aveva diviso la sua armata in due gruppi che avrebbero dovuto percorrere due strade secondarie che si addentravano in una impervia regione boscosa e paludosa molto a nord del fiume. Dopo essersi sganciati, i due gruppi avrebbero percorso queste strade secondarie che si ricongiungevano alla strada maestra più a est, fuori dal raggio d'azione dell'artiglieria francese.

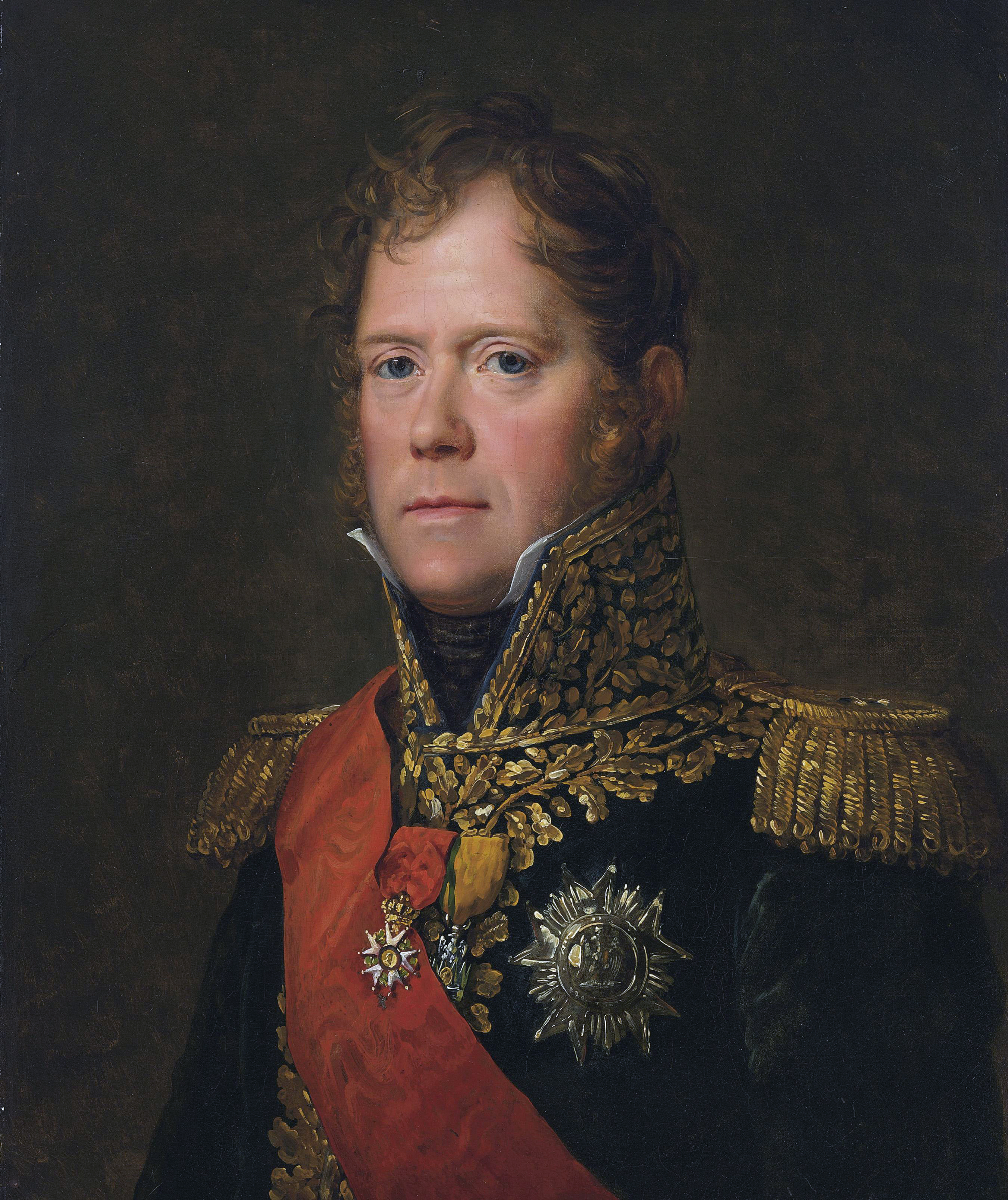
Il maresciallo Michel Ney, protagonista della battaglia di Valutino.

Un primo gruppo, al comando del generale Dochturov si diresse prima molto a nord e poi deviò verso ovest; dopo aver percorso un tratto di strada che avrebbe richiesto un giorno e una notte di marcia si sarebbe dovuto ricollegare sulla strada maestra vicino al villaggio di Solovevo; il secondo gruppo, più numeroso, imboccò invece, al comando del generale Nikolaj Tučkov, una strada più meridionale, avrebbe dovuto percorrere un tratto più breve, quindi sarebbe rientrato sulla strada di Mosca vicino al villaggio di Lubino. Era previsto che la divisione del generale Andrej Gorčakov, appartenente all'armata del generale Bagration, avrebbe atteso queste truppe e avrebbe coperto la strada maestra a ovest di Lubino fino al loro arrivo. Si trattava di un piano complicato e pericoloso che prevedeva di muovere di notte in modo coordinato grandi masse di uomini lungo strade secondarie in mezzo a foreste e paludi.
La manovra di ritirata della 1ª Armata fu difficile e confusa; la colonna del generale Dochturov riuscì a ripiegare facilmente a nord e poi a percorrere con relativo ordine la strada secondaria più lunga raggiungendo la strada maestra come previsto a Solovevo, lontano dai francesi. Tuttavia durante il lungo percorso rimase separata dalle altre truppe dell'armata in marcia più dietro e non poté essere di alcun aiuto ai reparti in difficoltà, rimanendo esclusa dalla battaglia. La colonna principale del generale Tučkov, costituita dal 3º, 4º e 2º corpo d'armata, era in ritirata più a sud e si trovò dispersa e disordinata a causa delle difficoltà del terreno, ma anche per le carenze di pianificazione e organizzazione da parte degli ufficiali di stato maggiore incaricati di riconoscere i percorsi e di guidare la marcia delle colonne lungo le strade secondarie in mezzo ai boschi.
Solo il 3º corpo d'armata durante la notte riuscì a trovare il percorso stabilito e, nonostante forti difficoltà per muovere l'artiglieria e le salmerie, proseguì la marcia con ordine e disciplina; subito dietro invece il 4º corpo d'armata del generale Aleksandr Ostermann-Tolstoj, partito in ritardo sui tempi previsti, perse i contatti con le altre formazioni e si disgregò nei boschi, frammentandosi in piccoli gruppi che nel primo mattino erano dispersi e non avevano ancora raggiunto la strada maestra. Ancor più disordinato fu il movimento della colonna di coda costituita dal 2º corpo del generale Karl Gustav von Baggovut; questi reparti partirono a scaglioni con forti ritardi e l'ultima formazione, comandata dal principe Eugenio di Württemberg, iniziò a muoversi solo alle ore 01.00 del mattino del 19 agosto e sbagliò strada ritrovandosi alle ore 06.00 quasi al punto di partenza, vicino al villaggio di Gedeonovo, a soli due chilometri a est di Smolensk, non lontano dalle avanguardie francesi del maresciallo Ney. In quel momento le colonne disorganizzate del generale Tučkov erano ancora ampiamente disperse nelle strade secondarie e avevano bisogno di tempo prima di raggiungere la strada maestra che quindi era esposta ad un'avanzata francese, essendo sbarrata solo dai tre reggimenti di fanteria del principe Eugenio di Württemberg giuntevi per errore.

## La battaglia

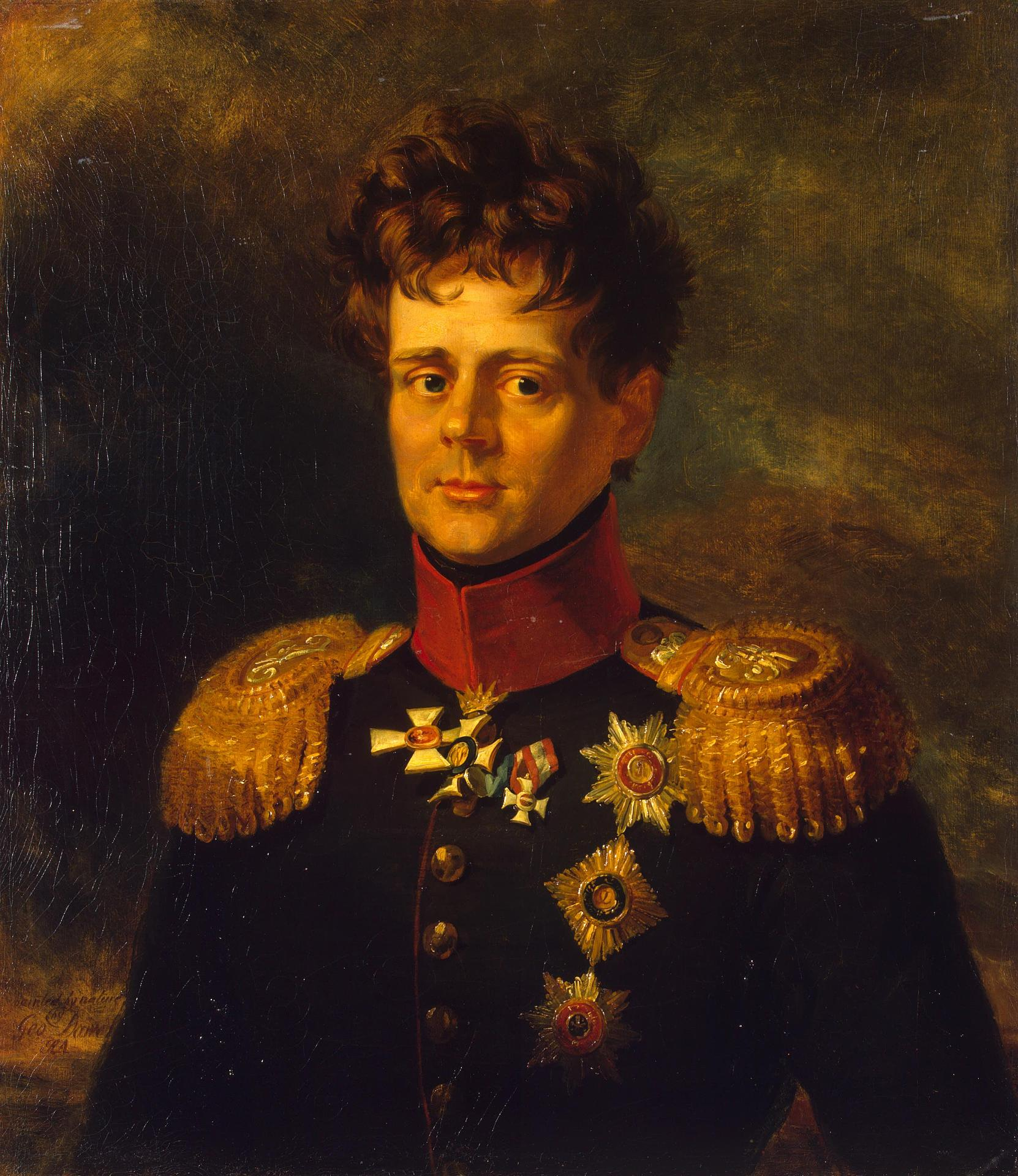
Eugenio di Württemberg, comandante della divisione russa che per prima fermò i francesi.

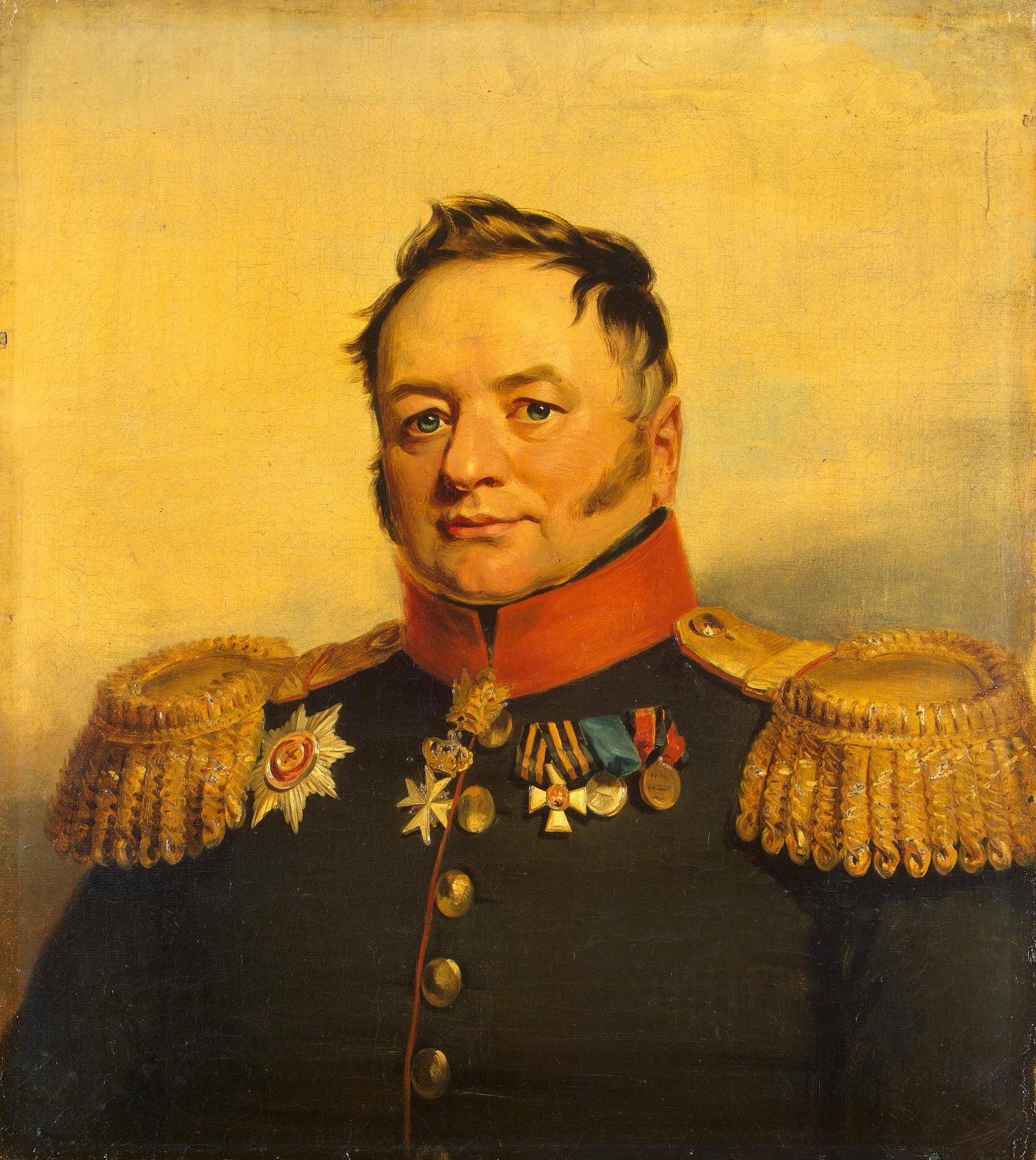
Il generale Pavel Tučkov, difensore dell'altura di Valutino.

Nella tarda mattina del 19 agosto il maresciallo Ney riprese l'avanzata con il III corpo d'armata lungo la strada maestra e attaccò lo sbarramento russo della divisione del principe Eugenio di Württemberg; la battaglia si accese subito molto intensa; i francesi attaccarono frontalmente al passaggio del fiume Stubna, uno degli affluenti del Dniepr che intralciavano il passaggio. Mentre i russi si battevano per rallentare i nemici, le altre colonne del generale Barclay cercavano di districarsi dalla loro confusa e pericolosa situazione lungo le piste secondarie; i rumori della battaglia e il rombo dei cannoni francesi si avvicinavano lungo la strada di Mosca, se i soldati del maresciallo Ney avessero interrotto il passaggio tutte le truppe del generale Tučkov sarebbero state tagliate fuori e distrutte.

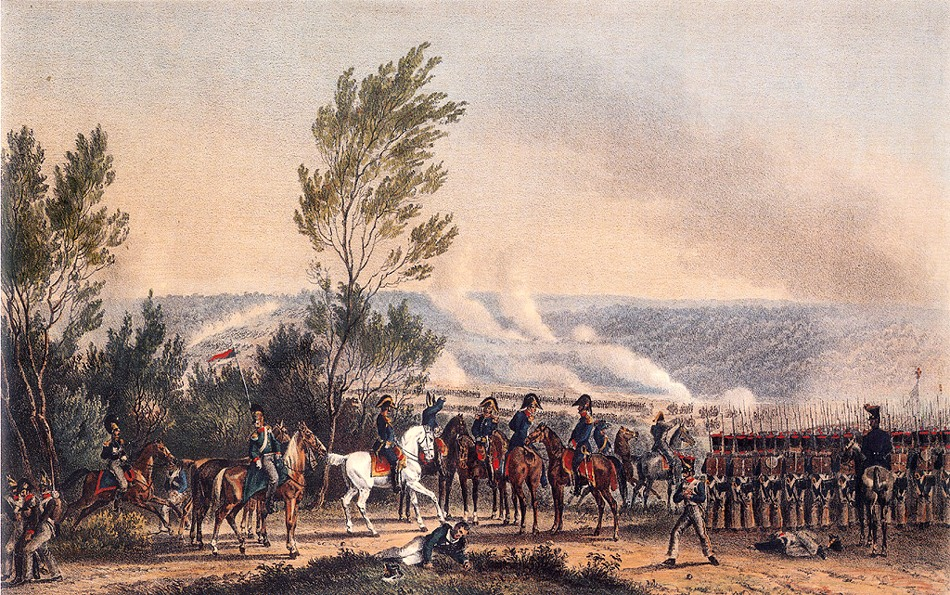
Truppe francesi pronte ad entrare in azione durante la battaglia di Valutino.

Eugenio di Württemberg dimostrò nella difficile situazione capacità di comando e riuscì ad organizzare con i suoi tre reggimenti un'efficace resistenza, sfruttando il terreno boscoso; i reggimenti Tobol'sk, Wilmanstrand e Beloozero combatterono valorosamente e guadagnarono tempo, mentre il generale Barclay cercava di inviare rinforzi per consolidare la difesa. Il maresciallo Ney sembrò sorpreso per la resistenza incontrata e inizialmente non impiegò tutte le sue forze, mentre Napoleone era rimasto più indietro non attendendosi una nuova battaglia. Dopo aspri scontri i francesi superarono lo Stubna e costrinsero alla ritirata i difensori marciando lungo la strada maestra, ma Eugenio di Württemberg riuscì a mantenere la coesione e condusse una ritirata combattuta verso est.
Nonostante questa riuscita ritirata, la situazione dei russi rimaneva molto critica a causa di gravi errori organizzativi e del mancato coordinamento tra le truppe del generale Barclay e quelle del generale Bagration. Mentre i vari reparti cercavano ancora di districarsi lungo le strade secondarie tra i boschi, la colonna di testa, al comando del generale Pavel Tučkov, fratello del generale Nikolaj Tučkov, era giunta a Lubino, ma non aveva trovato nessuno; l'incrocio era indifeso. I reparti del generale Bagration, che avrebbero dovuto attendere all'incrocio, si erano invece a loro volta ritirati verso est; il generale Barclay, dopo aver ricevuto queste notizie, temette un disastro irreparabile. Le truppe francesi del maresciallo Ney si stavano avvicinando al passaggio del fiume Kolodnja, ultimo ostacolo prima di Lubino e stavano per attaccare l'altura di Valutino, dove la retroguardia russa, che aveva organizzato un nuovo sbarramento, rischiava di essere sbaragliata; superando quell'ostacolo e raggiungendo l'incrocio i francesi avrebbero tagliato la strada a tutte le truppe russe ancora in marcia a nord della strada maestra.
A questo punto il generale Pavel Tučkov, giunto sulla strada maestra a Lubino, decise di prendere la coraggiosa iniziativa di non proseguire, come era stato ordinato, verso est, ma di ritornare indietro per sostenere le deboli forze russe che stavano ripiegando sotto la pressione dei francesi del maresciallo Ney. Il generale organizzò con i suoi 3 000 soldati la posizione di Valutino e per cinque ore riuscì a trattenere l'avanzata nemica; due reggimenti di granatieri arrivarono di rinforzo inviati dal fratello che nel frattempo stava tentando di portare in salvo le sue forze ancora disperse nei sentieri a nord della strada di Mosca.
Il maresciallo Ney sferrò continui attacchi per conquistare la posizione di Valutino e superare il Kolodnja; i combattimenti furono molto aspri ed entrambe le parti si batterono con grande accanimento, i russi erano consapevoli di rischiare una disfatta che avrebbe messo in pericolo i cannoni, i feriti, le salmerie; i francesi vedevano la possibilità di raggiungere un successo decisivo. Napoleone era rimasto più indietro, a qualche chilometro di distanza dal maresciallo Ney; egli evidentemente non ritenne che si trattasse di una grande battaglia e quindi ben presto, stanco e impegnato dalle numerose incombenze politiche e militari che doveva esaminare e risolvere, preferì tornare a Smolensk, dopo aver concentrato indietro le divisioni del maresciallo Louis-Nicolas Davout. Egli tuttavia inviò di rinforzo al maresciallo Ney la divisione del generale Charles Étienne Gudin, appartenente al I corpo d'armata, e lasciò Murat a coordinare le operazioni; l'imperatore contava soprattutto sulla manovra in corso da parte del VIII corpo d'armata del generale Jean-Andoche Junot che al comando delle sue truppe tedesche della Vestfalia stava marciando per aggirare da sud lo sbarramento russo.
Dopo alcune ore di battaglia il maresciallo Ney riuscì a conquistare l'altura di Valutina e ad attraversare su un precario ponte il fiume Kolodnja, ma i russi non si disgregarono e il generale Pavel Tučkov riuscì ad organizzare un'ultima posizione difensiva sul terzo affluente del Dnieper, il fiume Strogan, dove le sue truppe vennero rinforzate da altri reparti inviati dal generale Aleksej Ermolov. Fino alla sera i francesi continuarono ad attaccare a costo di gravi perdite; alla fine della giornata il maresciallo Ney, esasperato dalle perdite, sospese gli attacchi dopo aver occupato il pianoro di Valutino ed i difensori durante la notte poterono completare la loro ritirata oltre Lubino; le perdite russe erano molto elevate, alcuni ufficiali erano stati uccisi o catturati, lo stesso generale Pavel Tučkov venne catturato dai soldati francesi, ma con la loro resistenza i difensori erano riusciti a mantenere aperto il passo per il grosso delle colonne del generale Nikolaj Tučkov che riuscì a sfuggire lungo la strada di Mosca. Nella fase culminante dei combattimenti, al passaggio del Kolodnja, il generale Gudin era rimasto mortalmente ferito da una granata d'artiglieria che gli aveva devastato entrambe le gambe, trasferito a Smolensk sarebbe morto alla presenza di un addolorato Napoleone.

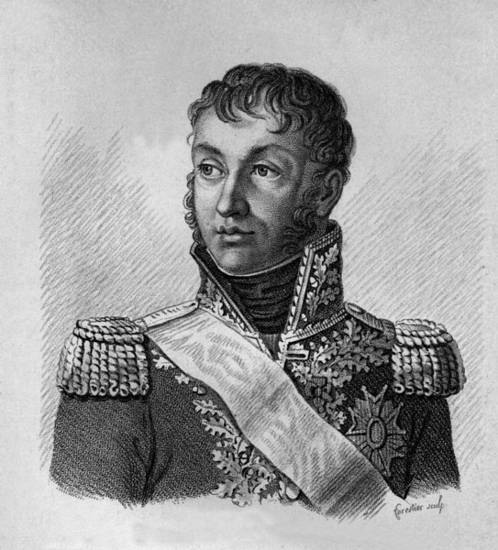
Il generale Jean-Andoche Junot.

Mentre il maresciallo Ney combatteva l'azione principale lungo la strada maestra, Murat aveva cercato di aprirsi un varco con la cavalleria sui fianchi delle difese russe, ma, ostacolato dal terreno boscoso o paludoso e contrastato duramente dalla cavalleria nemica del generale Vasilij Orlov-Denisov, non riuscì ad aggirare le posizioni e dovette attaccare frontalmente sul fianco sinistro dei russi, senza raggiungere risultati decisivi. Un'altra opportunità era stata persa dai francesi all'inizio dei combattimenti; la divisione del generale Morand, in azione sul fianco destro dei russi, si era inoltrata nei boschi e aveva raggiunto importanti posizioni da cui avrebbe potuto aggirare le linee del nemico e raggiungere le sue retrovie, ma era sta richiamata indietro su ordine di Napoleone, privo di informazioni precise, e concentrata con le altre divisioni del maresciallo Davout.

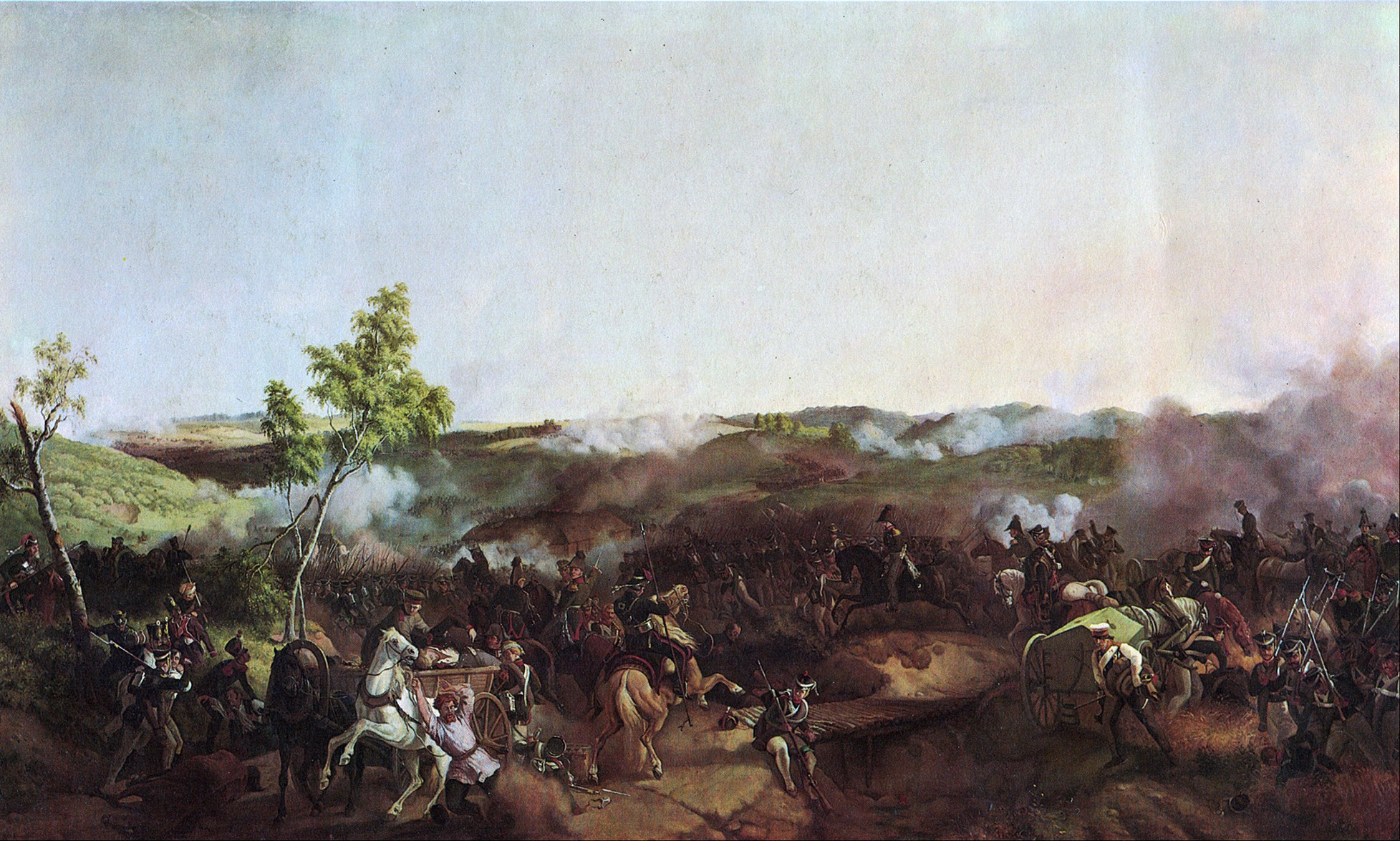
Le truppe russe alla battaglia di Valutino.

Mentre si combatteva duramente a Valutino, Napoleone aveva diretto il generale Junot con l'VIII corpo d'armata a Prudiševo, un villaggio su un'ansa del Dniper dove il corso del fiume si allontanava di parecchi chilometri a sud della strada maestra; attraversando in quel punto il fiume le truppe tedesche del generale Junot avrebbero poi potuto proseguire su strade secondarie in mezzo alle paludi e alle foreste e sbucare direttamente sulla strada molto a ovest di Valutino. In questo modo avrebbero bloccato la via di comunicazione principale e le forze russe del generale Barclay attaccate frontalmente dal maresciallo Ney e minacciate alle spalle, sarebbero finite in trappola. La cavalleria cosacca aveva individuato in precedenza questo pericoloso movimento dell'VIII corpo e i generali russi erano estremamente preoccupati, si temeva una disfatta irreparabile, il generale Barclay disse ai suoi luogotenenti che le possibilità di sfuggire erano pochissime. Fu l'irresolutezza e l'indecisione del generale Junot che fece fallire anche questa manovra francese.
Dopo aver attraversato con i suoi soldati a Prudiševo e aver raggiunto una posizione sul fianco delle forze principali russe, il generale esitò a sferrare l'attacco; Murat, impaziente ed esasperato dalla resistenza del nemico a Valutino di fronte al maresciallo Ney si recò sul posto e spinse energicamente il generale Junot a passare all'attacco, prospettandogli come ricompensa "la gloria e il bastone da maresciallo". Nonostante queste sollecitazioni, il generale Junot non attaccò, giustificandosi con la mancanza di ordini precisi dell'imperatore e con la debolezza delle sue truppe della Vestfalia e del Württemberg. Comandante passivo e già forse in parte minato dalla sifilide che in seguito lo avrebbe portato alla follia e al suicidio, il generale rimase inattivo con le sue truppe perdendo una grande opportunità tattica e consentendo ai russi di completare con successo la loro ritirata combattuta lungo la strada di Mosca. Napoleone, recatosi il giorno seguente a Valutino, criticò la decisione di attaccare nel punto dove era caduto il generale Gudin e soprattutto ebbe espressioni di violenta condanna dell'operato del generale Junot che pure era uno dei suoi uomini più fedeli e di più antica colleganza, essendo stato il suo più vecchio aiutante di campo.

## Bilancio e conseguenze

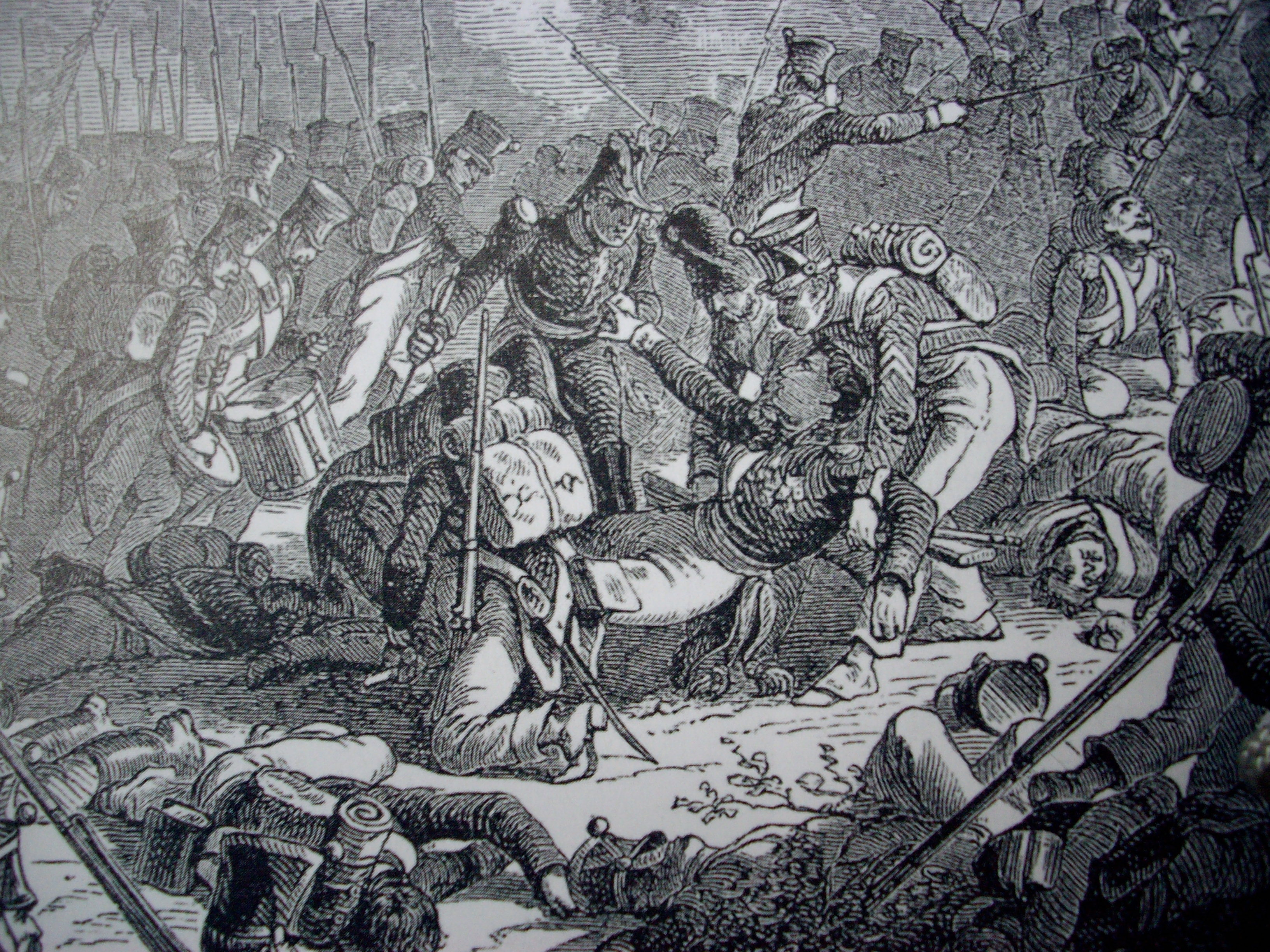
La morte del generale Charles Étienne Gudin durante la battaglia di Valutino.

Durante la confusa battaglia i francesi attaccarono in tre masse separate al comando del maresciallo Ney, di Murat e del generale Junot; l'azione della Grande Armata fu impetuosa, ma non coordinata e quindi una serie di opportunità tattiche fu persa. Napoleone aveva mancato di dirigere direttamente la marcia convergente dei suoi tre corpi che, in assenza dell'imperatore, non riuscirono a portare a termine la battaglia con un successo decisivo. Napoleone era tornato presto a Smolensk, convinto che non ci sarebbe stata una grande battaglia, e solo più tardi ricevette notizie dettagliate e richieste di rinforzi dal generale Borelli, sottocapo di stato maggiore di Murat, che lo informò anche del fallimento del generale Junot e della morte del generale Gudin. Napoleone, dapprima sorpreso da queste notizie, criticò aspramente il generale Junot per la sua inettitudine e fu molto colpito per la morte del generale Gudin. Inquieto e preoccupato, l'imperatore decise quindi il primo mattino del 20 agosto di recarsi personalmente a Valutino per assumere il controllo sul campo di battaglia.
Napoleone raggiunse Valutino e osservò il campo di battaglia, cadaveri e feriti erano molto numerosi; le truppe francesi della divisione del generale Gudin erano state decimate, ma mostravano ancora combattività, nonostante i segni della fatica e dell'esaurimento; l'imperatore volle riconoscere il coraggio dei suoi uomini e premiare le sue truppe per il valore e lo spirito di sacrificio dimostrato. Esaltò pubblicamente i suoi soldati, distribuì molti riconoscimenti alle truppe della divisione del generale Gudin e del corpo del maresciallo Ney; Napoleone passò in mezzo ai ranghi, parlò ai soldati, si informò sugli atti di valore e assegnò sul campo premi e promozioni. In questo modo riuscì ancora una volta ad esaltare ed entusiasmare gli uomini, nonostante i sacrifici della estenuante campagna e il fallimento dell'ultima battaglia.
Nonostante i tentativi di Napoleone di galvanizzare le sue truppe e di minimizzare le difficoltà della campagna, anche la battaglia di Valutino si concludeva con il mancato successo strategico francese; vittoriosi sul campo, i soldati della Grande Armata si erano visti sfuggire la vittoria decisiva per una serie di circostanze legate a fattori fortuiti e ad errori dei comandanti. La guerra quindi sarebbe continuata ed entro breve tempo Napoleone avrebbe deciso di continuare ad avanzare per ricercare la grande battaglia decisiva, convinto che una marcia su Mosca avrebbe costretto i russi a battersi.
Per i russi la battaglia di Valutino rappresentò uno dei momenti più difficili della campagna di Russia; l'armata del generale Barclay rischiò di essere accerchiata e distrutta, evento che probabilmente sarebbe stato decisivo per l'esito della guerra. Nonostante gli errori e l'imperizia di alcuni generali, la solidità e la resistenza delle truppe e la capacità di altri comandanti, permise all'esercito russo di sfuggire alla trappola e rimanere in campo contro l'invasore. Tuttavia la perdita di Smolensk e la confusa e fortunosa ritirata da Valutino esacerbarono le critiche contro il generale Barclay che sarebbe stato ufficialmente sostituito già il 20 agosto dal generale Michail Kutuzov che, dopo aver preso il comando il 29 agosto avrebbe guidato l'esercito russo per il resto della guerra.